# マチュー・バスタロー
マチュー・バスタロー（Mathieu Bastareaud、1988年9月17日 - ）は、フランスの元ラグビー選手。

## プロフィール
- フランス・クレテイユ出身。
- 現役時代のポジションはセンター(CTB)。
- 身長 185cm、体重 125kg
- フランス代表通算キャップ数は54でワールドカップ2015のフランス代表に選ばれた[1]。
- バーバリアンズに選ばれたことがある[2]。

## 略歴
RCマシー、スタッド・フランセ、RCトゥーロン、リヨンOU、ラグビー・ユナイテッド・ニューヨークを経て、2020年、リヨンOUに復帰。 
2022年、RCトゥーロンに復帰。 
2023年、現役を引退した。 